# استجابة الحكومات الأمريكية المحلية والولاياتية لجائحة فيروس كورونا

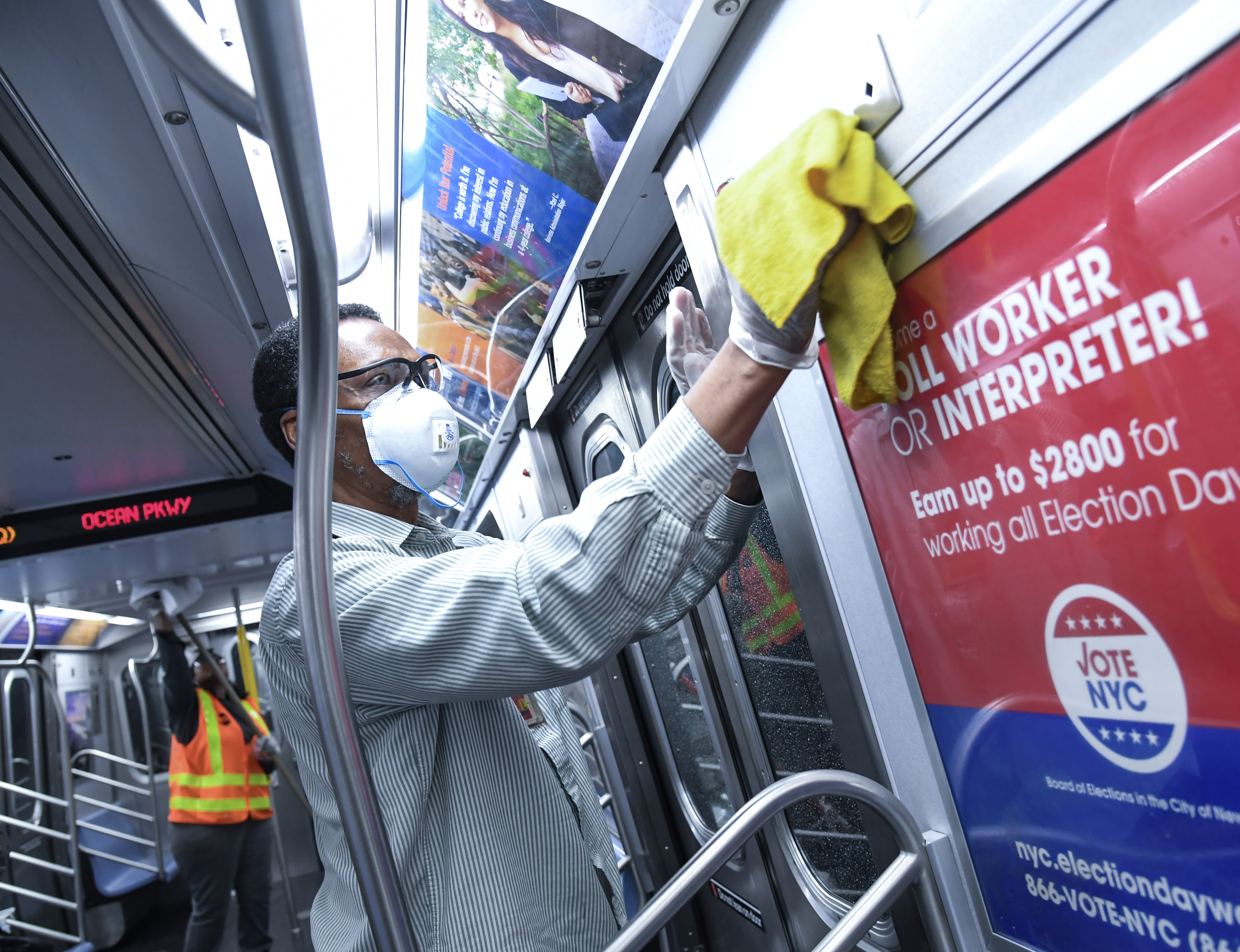
تطهير العربات في مترو أنفاق مدينة نيويورك لمواجهة فيروس كورونا

استجابت الولايات المتحدة الأمريكية لجائحة فيروس كورونا على المستويات الولاياتية والإقليمية والمحلية عبر إعلان حالة الطوارئ، وإغلاق المدارس وأماكن الاجتماعات العامة، مع فرض قيود أخرى هدفت إلى الحد من انتشار الفيروس.

## ألاباما
- في 12 مارس 2020، أُعلن إغلاق جميع المدارس من 18 حتى 6 أبريل.[1]

## ألاسكا
- في 12 مارس 2020، تأكدت أول إصابة بفيروس كورونا لدى طيار إحدى طائرات الشحن في ألاسكا. أُلغيت الفعاليات بكافة أنواعها وأحجامها، متضمنةً الحفلات الموسيقية والمؤتمرات والأحداث الرياضية في جميع أنحاء الولاية.[2][3]
- في 13 مارس 2020، أغلقت المدارس حتى 30 أبريلللحد من انتشار فيروس كورونا.[4]
- في 18 مارس 2020، حظرت حكومة ألاسكا تناول الطعام داخل المطاعم في محاولة لوقف انتشار فيروس كورونا. بدأ مقدمو الخدمات الطبية في أنكوريج بإجراء اختبار فيروس كورونا على ركاب السيارات العابرة في شوارع المدينة، لكن يتطلب إجراء الاختبار حاليًا وجود إحالات طبية بسبب نقص معدات الاختبار.[5][6]

## أريزونا
- في 11 مارس 2020، أعلن الحاكم دوغ دوساي حالة الطوارئ الصحية.[7]
- في 12 مارس 2020، أُغلقت جميع الفعاليات بما فيها متنزه سيكس فلاغس هوريكن هاربور المائي في فينيكس، بالإضافة إلى إغلاق منطقة آلامبرا للتعليم الابتدائي، مع عدّة مدارس أخرى.[8][9]
- في 15 مارس 2020، أعلن الحاكم دوساي ومشرفة التعليم العام كاثي هوفمان إغلاق مدارس ولاية أريزونا حتى يوم الجمعة، 27 مارس 2020.[10]

## أركنساس
- في 11 مارس 2020، أعلن الحاكم إيسا هاتشينسون حالة الطوارئ الصحية استجابةً للشك بوقوع أول إصابة بالفيروس في الولاية.[11]

- في 12 مارس 2020، أمر الحاكم بإغلاق المدارس في مقاطعات سالين وجيفرسون وبولاسكي وغرانت حتى 30 مارس 2020.[12]

- في 14 مارس 2020، دخل الحرس الوطني في أركنساس نطاق الخدمة لتقديم المساعدات في المجالات اللوجستية، والنقل، وإدارة مراكز الاتصال.[13]

- في 17 مارس 2020، أغلق هاتشينسون الكازينوهات لمدة أسبوعين وخفف القيود المفروضة على المطالبة بإعانات البطالة لمدة 30 يومًا.[14]

## كاليفورنيا
في 12 مارس 2020، أعلن الحاكم نيوسوم عن حظر التجمعات الجماهيرية لأكثر من 250 شخصًا حتى نهاية مارس. كما أصدر أمرا للسماح للدولة لقيادة الفنادق والمنشآت الطبية لعلاج مرضى فيروس كورونا. في مقاطعة سانتا كلارا، حُظرت جميع التجمعات التي تضم 100 شخص أو أكثر، وحُظرت تجمعات 35 شخصًا أو أكثر ما لم تستوف قيود الصحة العامة.
في 15 مارس 2020، دعا الحاكم نيوسوم إلى الإغلاق الطوعي للقضبان والعزل الذاتي في المنزل لكبار السن 65 عامًا وأكثر، وكذلك الأشخاص المعرضين للخطر بسبب الظروف الكامنة.
في 19 مارس 2020، أعلن الحاكم نيوسوم على مستوى الولاية عن إلزامية جميع المقيمين المكوث في المنزل وحثهم على البقاء فيه باستثناء أولئك الذين يعملون في مهن أساسية. صرح الحاكم نيوسوم يوم الأربعاء أن الولاية طلبت من وزارة الدفاع نشر سفينة مستشفى «مارسي» تابعة للبحرية الأمريكية (USNS Mercy) في كاليفورنيا. سيتم فرض الإغلاق طواعية ولن تقوم الشرطة باعتقال المخالفين. لم يتم الإعلان عن تاريخ الانتهاء.

## كولورادو
- في 10 مارس 2020، أعلن الحاكم بولس حالة الطوارئ المتعلقة بالكوارث. تتناول قوانين حالة الطوارئ المعلنة الإجازات المرضية مدفوعة الأجر لبعض الصناعات، مثل التعامل مع الأغذية والفندقة ورعاية الأطفال، ومُنح تأمين البطالة لأولئك الذين ثبتت إصابتهم بفيروس كورونا، وأوصت القوانين بالعمل من المنزل بالنسبة لموظفي الدولة؛ والسماح للأشخاص الذين تزيد أعمارهم عن 65 عامًا بتجديد رخص القيادة عبر الإنترنت؛ وأُقيم مختبر جديد في أحد شوارع شرق دنفر. وُضعت قوانين جديدة تحدّ من زيارات المسنين في مرافقهم الخدمية وتمنع الزيارات الشخصية ضمن المرافق الإصلاحية.[23][24]

## كونيكتيكت
- في 10 مارس 2020، أعلن الحاكم نيد لامونت حالة الطوارئ الصحية بعد تأكيد إصابتين من سكان كونيكتيكت بفيروس كورونا. وأُعلنت حالة الطوارئ في اليوم نفسه.[25][26]

- في 15 مارس 2020، أصدر لامونت أمرًا بإغلاق جميع المدارس بعد يوم الاثنين 16 مارس 2020 حتى يوم الثلاثاء 31 مارس 2020.[27]

## ديلاوير
- في 12 مارس 2020، أعلن الحاكم جون كارني حالة الطوارئ بعد الكشف عن ثلاث حالات مؤكدة من الإصابة بالفيروس.[28]

## فلوريدا
- في 17 مارس 2020، أمر حاكم الولاية شركات الخمور بتقليل نسبة إشغالها إلى النصف، واقتصار حفلات الشواطئ على وجود 10 أشخاص فقط في كل مجموعة.[29]

## جورجيا
- أُعلنت حالة الطوارئ في 13 مارس 2020.[30]

## هاواي
- في 4 مارس 2020، أعلن الحاكم ديفيد إيغي حالة الطوارئ واستمرارها حتى 29 أبريل.[31]

## أيداهو
- في 13 مارس 2020، أعلن الحاكم براد ليتل حالة الطوارئ في الولاية. تزامنت حالة الطوارئ مع إصدار قانون التلاعب بالأسعار في أيداهو الذي يحظر بيع الوقود والأدوية والمواد الغذائية والمياه بأسعار زائدة في أثناء حالة الطوارئ.[32]

## إلينوي
- أُعلن إغلاق ثانوية جاكلين بي. فون المهنية لذوي الاحتياجات الخاصة في شيكاغو بين 7 و 19 مارس 2020، مع توقف جميع المدارس في إلينوي عن العمل لمدة أسبوعين بدءًا من 17 مارس 2020، بالإضافة إلى تزويد المدارس العامة في شيكاغو طلابها بوجبات مجانية بدءًا من الاثنين حتى الجمعة.[33][34]
- في 11 مارس 2020، ألغت عمدة شيكاغو لوري لايتفوت موكبين في المدينة بمناسبة يوم القديس باتريك.[35]
- ذكرت تقارير شركات شيكاغو حدوث تباطؤ وسط المخاوف من فيروس كورونا. أُلغيت العديد من الفعاليات في مركز ماكورميك بليس للمؤتمرات، وعلّق كل من شيكاغو بولز وشيكاغو بلاكهوكس موسمهما الرياضي.[36]
- مُنعت الحانات والمطاعم التي تُقدم الخمور في شيكاغو من استقبال أكثر من 100 زبون يوميًا اعتبارًا من يوم 15 مارس 2020. أمر الحاكم جيه بّي بريتزكر جميع الحانات والمطاعم في الولاية بإيقاف تناول الطعام داخلها لمدة أسبوعين اعتبارًا من 17 مارس 2020. استمرت المطاعم في تقديم خدماتها على الأرصفة مع تلبية طلبيات التوصيل والطلبيات الخارجية بما يتماشى مع الصلاحيات الممنوحة من قبل هذه القوانين، والتي جاءت نتيجة تجاهل السكان القيود السابقة حسب ما أورد بريتزكر.[37][38]

## إنديانا
- في 6 مارس 2020، فرض الحاكم إريك هولكومب حالة الطوارئ الصحية بعد ظهور أول إصابة بفيروس كورونا في إنديانا. أعلنت مقاطعة تيبيكانوي في اليوم ذاته حالة التأهب الصحية بالتزامن مع بدء اختبارات الإصابة بالفيروس، وتحول التأهب إلى حالة طوارئ صحية في التاسع من مارس بعد إثبات إصابة مريض بالفيروس.[39][40][41]
- في 8 مارس 2020، نصحت شركة إيلي ليلي وشركائه الموظفين بالعمل من المنزل إن أمكن، للمساعدة في وقف انتشار فيروس كورونا. في 9 مارس، أُغلقت مدرسة هيكوري الابتدائية في مقاطعة هندريكس لمدة أسبوعين بعد أن ثبت إصابة أحد الطلاب بالفيروس. أغلقت مؤسسة آفون التعليمية المجتمعية فيما بعد جميع مدارسها حتى 20 مارسبعد ظهور أعراض المرض على طالب ثانٍ.[42][43][44]

- في 10 مارس 2020، أعلنت جامعة إنديانا إعطاء جميع دروسها عن بعد لمدة أسبوعين بدءًا من 23 مارس، بعد انتهاء عطلة الربيع، مع احتمالية استئناف الدروس على أرض الواقع في 6 أبريل. أعلنت جامعة بيردو في اليوم ذاته عقد جميع الفصول الدراسية على الإنترنت اعتبارًا من 23 مارس، غالبًا حتى نهاية الفصل الدراسي. أعلنت جامعة نوتردام في 11 مارستدريس الفصول الدراسية عبر الإنترنت بدءًا من 23 مارس 2020 حتى 13 أبريلعلى أقل تقدير، مع إلغاء الفصول الدراسية في الأسبوع السابق بهدف بدء عملية التدريس الإلكتروني مع إتاحة الوقت الكافي لتوفير الفصول الدراسية بصيغة إلكترونية. شهد 11 مارسأيضًا إعلان جامعة بول ستايت تقديم دروسها عبر الإنترنت فقط بين 15 مارسو 30 أبريل.[45][46][47][48]

- أعلنت شركة هولكومب عن إغلاق جميع الحانات والمطاعم على مستوى الولاية في 16 مارس، مع بقاء خدمات التوصيل وطلبات السيارة والطلبات الخارجية متاحةً.[49]

## آيوا
- 9 مارس 2020 –إعلان حالة الطوارئ الكارثية بعد توقيع الحاكم عليها.[50]
- 15 مارس 2020 –أوصى الحاكم رينولدز بإغلاق المدارس لأربعة أسابيع، وصاغت الولاية تشريعات لضمان رعاية الأطفال خلال حالات الطوارئ، بما فيها توفير الغذاء للطلاب ذوي الدخل المنخفض. شهد هذا اليوم ارتفاع العدد الإجمالي للإصابات المؤكدة بفيروس كورونا في الولاية إلى 22 إصابة.[51]

## كانساس
- 14 مارس 2020 -أعلنت مقاطعة جونسون حالة الطوارئ.[52]
- 15 مارس 2020 -أوصت الحاكمة لورا كيلي بإغلاق المدارس لمدة أسبوع. علّقت العديد من المدارس في جميع أنحاء الولاية (باستثناء مدارس ويتشيتا) نشاطاتها الدراسية لبقية الشهر.[52][53]

## كنتاكي
- 6 مارس 2020 -أعلن الحاكم أندي بيشير حالة الطوارئ، وأكّد أيضًا أول حالة إصابة بفيروس كورونا في الولاية.[54]
- أحداث 13 مارس 2020:
  - أصدرت المحكمة العليا في كنتاكي استجابةً لحالة الطوارئ التي تسبب بها فيروس كورونا، قرارًا ساري المفعول بدءًا من 16 مارسإلى 10 أبريلعلى الأقل، وشملت تأثيرات القرار على منظومة محاكم كنتاكي ما يلي
  - إلغاء إجراءات المثول أمام المحكمة، باستثناء «القضايا الطارئة والمسائل الملحّة».
  - صدور أوامر باستئناف المحاكمات المدنية وجلسات الاستماع والالتماسات، ويتمتع القضاة بحرية اتخاذ القرار بشأن مواصلة أي إجراءات جارية أو استكمالها.
  - استمرار تسيير جميع القضايا التي تنطوي على اتهامات صغيرة، أو قضايا الإخلاء أو الأحداث، أو إثبات الوصايا، أو مخالفات المرور، أو قضايا الحضانة، باستثناء المسائل الطارئة وجلسات الاستماع التي تقتضي وجود تشريع.
  - اقتصار الحضور ضمن قاعة المحكمة على المحامين وأطراف القضية والشهود الضروريين.
  - أوقفت شركة كنتاكي باور قطع الكهرباء مؤقتًا عن المتخلفين عن الدفع.[55]

- 14 مارس 2020 -أصبح رجل يبلغ من العمر 53 عامًا في مقاطعة نيلسون أول إصابة مثبتة بفيروس كورونا تخضع للحجر الصحي القسري بعد رفضه حجر نفسه طواعيةً. وُضع أحد ضباط إنفاذ القانون خارج منزله للتأكد من عدم خرقه الحجر الصحي.[56]

- 16 مارس 2020 -أعلن بيشير عن إيقاف الخدمة المباشرة في الحانات والمطاعم، مع بقاء خدمات التوصيل، والطلبات الخارجية، وطلبات السيارة متاحةً.[49]
- 17 مارس 2020 -أعلن بيشير إغلاق جميع المنشآت التجارية التي يختلط الناس بعضهم ببعض فيها والتي لا تقدم مجموعة محددة من «الخدمات الأساسية»، يسري مفعوله في الساعة الخامسة مساءً 18 مارس. تضمنت الأنشطة التجارية المطلوب إغلاقها كلًا من المراكز الاجتماعية وصالونات الحلاقة والمنتجعات الصحية والصالات الرياضية وأماكن الحفلات الموسيقية والمرافق الرياضية. ظلّت المطاعم تحت القيود المعلنة في 16 مارس.[57]

## مين
- في 13 مارس 2020، أُغلقت المباني العامة في مدينة بورتلاند حالها حال عدّة مدارس، بالإضافة إلى تأجيل جلسات كونغرس مين.[58]
- في 15 مارس 2020، أعلنت الحاكمة جانيت ميلز حالة الطوارئ في ولاية مين.[59][60]

## ماريلاند
في 5 مارس 2020، أعلن الحاكم لاري هوجان حالة الطوارئ بعد تأكيد الحالات الثلاث الأولى للفيروس التاجي في الولاية.
في 12 مارس 2020، أعلن الحاكم هوجان أنه سيتم إغلاق جميع مدارس ولاية ماريلاند العامة في الفترة من 16 مارس إلى 27 مارس، وتم حظر تجمعات لأكثر من 250 شخصًا، وتم تنشيط الحرس الوطني في ولاية ماريلاند إلى درجة أعلى من الاستعداد.
في 15 مارس 2020، أمر الحاكم هوجان بإغلاق جميع الكازينوهات ومضامير السباق وصالات الرهان خارج المسار في ماريلاند لإيقاف انتشار فيروسات التاجية.
في 16 مارس 2020، وقع الحاكم هوجان على أمر تنفيذي يحظر تجمعات أكثر من 50 شخصًا على النحو الذي أوصت به CDC.
في 17 مارس 2020، أجلت ماريلاند جميع الانتخابات التمهيدية للولاية حتى 2 يونيو لتقليل خطر الإصابة بالفيروس التاجي لماريلاند.

## ميشيغان
- في 12 مارس 2020، دعت غريتشن ويتمر إلى إغلاق جميع المدارس العامة حتى السادس من أبريل.[60]
- في 13 مارس 2020، أمرت ويتمر بإلغاء معظم الفعاليات التي تضم أكثر من 250 شخصًا.[65]

- في 16 مارس 2020، أمرت ويتمر المطاعم والحانات بإيقاف تناول الطعام داخلها، مع السماح فقط بالطلبات الخارجية وطلبات التوصيل.[66]

## مينيسوتا

خريطة توضح أماكن الإصابة بفيروس كورونا في ولاية مينيسوتا وفقًا للتقارير.

- في 10 مارس 2020، وافقت مينيسوتا على إضافة 208 مليون دولار من الصندوق العام إلى موارد الصحة العامة المسؤولة عن الاستجابة للطوارئ، رافعةً قيمة المخصصات إلى أكثر من 25 مليون دولار لدعم الأبحاث حول الفيروس ومراقبة الفاشيات، وتثقيف العامة، وتنسيق الاستجابة على مستوى الولاية، وتمويل تحاليل المختبرات.[67]

- في 11 مارس 2020، ألغت جامعة مينيسوتا الفصول الدراسية ضمن أبنيتها الجامعية الخمسة حتى 1 أبريلعلى الأقل، وانتقلت إلى التعليم عبر الإنترنت بدءًا من الأسبوع التالي بسبب المخاوف من تفشي فيروس كورونا. بدأت مايو كلينك في روتشستر أيضًا بإجراء اختبارات الإصابة بالفيروس على ركاب السيارات العابرة، إلا أن المرضى احتاجوا أن يوافق على اختبارهم عبر مقابلة هاتفية.[68][69]

- في 13 مارس 2020، أعلن الحاكم تيم والز حالة الطوارئ السلمية. ذكرت مجموعة مايو كلينك الطبية أيضًا فحصها 90 اختبارًا للفيروس دون أن تعثر على أي حالات إيجابية، ما يشير إلى عدم انتشار الفيروس في الولاية بعد. وأعلنت أيضًا تلقيها نحو 200 اختبار في أول 36 ساعة من بدء الاختبارات، بالإضافة إلى القدرة على إجراء 300 اختبار يوميًا في الوقت الحالي.[70][71]

- في 14 مارس 2020، أعلن عمدة سانت بول ملفين كارتر حالة الطوارئ المحلية، وعدم إعطاء تصريحات بعد هذا التاريخ لأي تجمعات تضم 50 شخصًا أو أكثر. طلب كارتر من شرطة مقاطعة رامسي أن تُعلّق جميع عمليات الإخلاء. طال الإغلاق أيضًا مكتبة سانت بول العامة، ومدارس سانت بول، وجميع المتنزهات ومراكز الترفيه بما فيها حديقة حيوان كومو بدءًا من 16 مارسحتى 27 مارس.[72]

- في 15 مارس 2020، أغلق الحاكم تيم والز جميع المدارس من 18 مارسحتى 27 مارسعلى الأقل. وأكّدت الولاية وجود 35 إصابة بالفيروس مع ما لا يقل عن ثلاث حالات لانتشار المرض من شخص لآخر في الولاية. ستُقدّم وجبات الطعام وخدمات الصحة النفسية للطلاب المحتاجين خلال فترة إغلاق المدارس. بموجب أمر المحافظ، ستظل أبواب مدارس التعليم الابتدائي مفتوحةً لأطفال العاملين في مجال الرعاية الصحية وغيرهم من العاملين في حالات الطوارئ. سيستفيد المدرّسون من فترة الإغلاق للتحضير لاحتمالية استئناف عملية التعليم عن بعد لأسابيع عدة.[72][73][74]

## مسيسيبي
- 13 مارس 2020 -أُغلقت المتاحف والجامعات العامة وجامعة بلهافين وكلية مسيسيبي وكلية ميلسبس وكليات المجتمع والمدارس العامة والمدارس الخاصة، وتوقفت خدمات الكنيسة والفعاليات المختلفة بما فيها «بطولة مدارس جنوب مسيسيبي وشمالها في الرماية وبطولة مدارس مسيسيبي في الرماية على مستوى الولاية».[75]
- 14 مارس 2020 -أعلن الحاكم تيت ريفز حالة الطوارئ.[76]

## ميزوري
- في 13 مارس 2020، أعلن الحاكم مايك بارسون حالة الطوارئ ضمن ولاية ميزوري، في أعقاب تشخيص الإصابتين الثالثة والرابعة بفيروس كورونا في الولاية. انتقلت منظومة جامعة ميسوري العامة إلى عقد الفصول الدراسية عبر الإنترنت فقط في نفس اليوم.[77]

## مونتانا
- 13 مارس 2020 – ألغت رابطة المدارس الثانية في مونتانا بطولات كرة السلة.[78]

## نبراسكا
- 13 مارس 2020 -أُعلنت حالة الطوارئ في الولاية[79]

## نيفادا
- في 5 مارس 2020، ألغت المنطقة التعليمية في مقاطعة كلارك في نيفادا جميع الرحلات المدرسية خارج الولاية في جميع مدارس المنطقة. بُرّر اتخاذ الإجراء بهدف «توخي الحذر الشديد». وعدت المنطقة التعليمية أيضًا بإعادة جدولة جميع الرحلات التي اُلغيت. شهد 12 مارسإلغاء المنطقة التعليمية صفوف الأنشطة الإضافية في جميع المدارس، مع استمرار الفصول النظامية.[80][81]

- أعلن الحاكم ستيف سيسولاك حالة الطوارئ في 12 مارسبهدف المساعدة في نقل الموارد المخصصة لحالة الطوارئ ثم أعلن في 15 مارسإغلاق مدارس المنطقة كافّة حتى 6 أبريلعلى أقل تقدير.[82][83]

## نيوهامبشير
- مارس – أُعلنت حالة الطوارئ بالتزامن مع إغلاق المدارس.

## نيو مكسيكو
- في 11 مارس 2020، أعلنت الحاكمة ميشال لوجان غريشام حالة الطوارئ في الولاية.[84]

## نيويورك
- 7 مارس 2020 - إعلان حالة الطوارئ من قبل الحاكم أندرو كومو.[85]
- 12 مارس 2020 - حظر التجمعات التي تضم أكثر من 500 شخص والسماح فقط بالزيارات الضرورية طبيًا في دور رعاية المسنين. أغلِقت مسارح برودواي حتى تاريخ 14 أبريل. تغاضى كومو عن شرط فتح المدارس لمدة 180 يومًا في ذلك العام حتى تكون مؤهلة للحصول على المساعدات الحكومية.[86][87][88]
- 13 مارس 2020 - بدأ اختبار الإصابة بالفيروس على السيارات العابرة في نيو روتشيل، مقاطعة ويستتشستر.[89]
- 15 مارس 2020 - أُغلِقت المدارس العامة في ويستتشستر وسوفولك وناسو ونيويورك.[90]

## كارولينا الشمالية
- في 10 مارس 2020، أعلن الحاكم روي كوبر حالة الطوارئ بعد الكشف عن خمس حالات أخرى مشتبه بإيجابيتها في 9 مارس 2020.[91]
- في 14 مارس 2020، منع الحاكم كوبر جميع أنواع الأحداث والتجمعات المؤلفة من 100 شخص أو أكثر. وفي اليوم نفسه، أمر بإغلاق جميع المدارس الحكومية في الولاية لمدة أسبوعين على الأقل.[92]
- في 17 مارس 2020، أمر الحاكم كوبر جميع الحانات والمطاعم في الولاية بتعليق خدمة تقديم الوجبات داخلها.[93]

## داكوتا الشمالية
- 13 مارس 2020، الإعلان عن حالة الطوارئ.[94]

## أوهايو
إن حاكم ولاية أوهايو مايك ديواين كان من أوائل الحاكمين الذين «أطلقوا جرس الإنذار» بشأن تهديد فيروس كورونا، متخذًا إجراءات قبل انتشار عدة حالات مؤكدة في أوهايو. وصفه موقع أكسيوس بأنه «أحد أبرز الحاكمين في البلاد الذين دقوا ناقوس الخطر بشأن خطر فيروس كورونا». وصفت صحيفة واشنطن بوست استجابة ديواين ومديرة قسم الصحة إيمي أكتون بأنها «دليل وطني للأزمة»، مشيرةً إلى مناسبات عديدة تبنّت فيها ولايات أخرى الإجراءات التي اتخذتها ولاية أوهايو.
- في 3 مارس 2020، مع عدم وجود حالات مؤكدة في الولاية، ألغى الحاكم مايك ديواين مهرجان أرنولد الرياضي، وهي خطوة بدت مبالغ بها كما وصفتها صحيفة واشنطن بوست آنذاك.[96]
- في 9 مارس 2020، أعلن ديواين حالة الطوارئ مع تأكيد وجود 3 حالات في الولاية.[97][98]
- في 12 مارس 2020، أعلن ديواين أن جميع المدارس بكافة مراحلها من الابتدائية حتى الثانوية ستغلق لمدة 3 أسابيع ابتداءً من 16 مارس، وفرضت الدولة حظرًا على التجمعات التي يزيد عددها عن 100 شخص، مع إعفاءات للمطارات وأماكن العمل والمطاعم والتجمعات الدينية وحفلات الزفاف والجنائز.[99][99]
- في 15 مارس 2020، أمر ديواين وأكتون بتعليق خدمة تقديم الوجبات داخل جميع الحانات والمطاعم. في وقت متأخر من يوم الاثنين - 16 مارس- ألغى أكتون الانتخابات الأولية المقررة في اليوم التالي.[100][101][102][103]
- 16 مارس 2020، تأكيد 50 حالة إصابة بفيروس كوفيد 19 في الولاية. أُمر بإغلاق صالات البولينغ ومراكز اللياقة البدنية وصالات الألعاب الرياضية ودور السينما ومراكز الترفيه العامة ومتنزهات الترامبولين والحدائق المائية. أعلن ديواين أن الانتخابات التمهيدية الرئاسية المقرر إجراؤها في اليوم التالي سيجري إلغاؤها بناءً على أوامر مديرة قسم الصحة إيمي أكتون.[102]
- في 17 مارس 2020، أمر ديواين بتأجيل الجراحات الاختيارية.[102]
- في 18 مارس 2020 أعلن الحاكم مايك ديواين أن 181 مكتب بي إم في للسيارات سيغلق حتى إشعار آخر. وستبقى خمسة منها مفتوحة لمعالجة طلبات ترخيص السائقين التجاريين والتجديد. وطلب ديواين من الهيئة التشريعية في الولاية منح فترة تأجيل للأشخاص الذين انتهت مدة رخصتهم. أُغلقت محلات الحلاقة والصالونات وصالات الوشم. يتعين على الأعمال التي تبقى مفتوحة أن تأخذ درجات حرارة موظفيها كل يوم قبل قدومهم إلى العمل وإرسال الموظفين المرضى إلى المنزل. أعلن العمدة أندرو غينتر حالة الطوارئ في كولومبوس، أوهايو.[104][105][106]

## أوكلاهوما
- 12- 13 مارس 2020- إلغاء العديد من الفعاليات؛ إغلاق مكتبة مقاطعة تلسا، إلغاء محاكمات هيئة المحلفين في مقاطعة تلسا من 30 مارسحتى 13 أبريل.[107]
- 13 مارس 2020، الحماية من التلاعب في الأسعار.[108]
- 15 مارس 2020، حاكم ولاية أوكلاهوما كيفين ستيت يعلن حالة الطوارئ.[109]
- 16 مارس 2020، يعقد مجلس التعليم في ولاية أوكلاهوما اجتماعًا طارئًا للسماح بإغلاق المدارس على مستوى الولاية.[110]
- 17 مارس 2020، سُجِّلت حالة إيجابية للفيروس لدى أحد أفراد مجلس شيوخ أوكلاهوما، اتُّخذت الإجراءات كي يتمكن عضو مجلس الشيوخ من العمل عن بعد.[111]

## بنسلفانيا
اعتبارًا من 16 مارس 2020، يمكن للمؤسسات التجارية الأساسية فقط أن تبقى مفتوحة في فيلادلفيا متضمنةً: محلات البقالة والصيدليات ومراكز الرعاية النهارية ومتاجر الأجهزة ومحطات الوقود والبنوك ومكاتب البريد ومغاسل الملابس والعيادات البيطرية.

## رود آيلاند
- 9 مارس 2020، أعلنت الحاكمة جينا رايموندو حالة الطوارئ.[113]
- 13 مارس 2020، قام طلاب سبرنغبروك بالحجر الصحي الذاتي بعد أن قدّم لاعب من فريق يوتا جاز توقيع أغسطسوغراف لشخص جاءت نتيجة فحصه إيجابية.[114]
- 16 مارس 2020، إغلاق المدارس الحكومية حتى إشعار آخر.[115]
- 17 مارس 2020، أغلقت البارات والمطاعم، وحُظرت الحشود المؤلفة من 25 شخصًا أو أكثر.[116]

## كارولينا الجنوبية
- في 13 مارس 2020، أعلن الحاكم ماكماستر حالة الطوارئ في ولاية كارولينا الجنوبية.[117]
- في 15 مارس 2020، أعلنت الحكومة إغلاق المدارس في جميع أنحاء الولاية.[118]
- في 17 مارس 2020، أصدر الحاكم ماكماستر أمرًا تنفيذيًا يقضي بالإغلاق الإلزامي لخدمة تقديم الوجبات داخل المطاعم والبارات.[119]

## داكوتا الجنوبية
- 13 مارس 2020، أعلنت الحاكمة نوم حالة الطوارئ؛ أُغلقت المدارس ابتداءً من 16 مارس.[119][120]

## تينيسي
- في 15 مارس 2020، فرض عمدة ناشفيل قيودًا على المطاعم وأغلق الحانات في مقاطعة ديفيدسون.[121]

## تكساس
- في 2 مارس 2020، أعلن عمدة سان أنطونيو «رون نيرنبرغ» إلى جانب مقاطعة بيكسار عن «حالة كوارث محلية وحالة طوارئ صحية عامة» بعد أن أُخرج شخص عن طريق الخطأ من الحجر الصحي في قاعدة سان أنطونيو المشتركة من قبل مركز مكافحة الأمراض قبل أن يعود اختبار ثالث لفيروس كورونا بنتيجة إيجابية.[122][123][124]

## يوتا
- في 13 مارس 2020، أمر الحاكم غاري هيربرت بإغلاق جميع المدارس واعتماد الدروس عبر الإنترنت بحلول تاريخ 18 مارس.[125]

## فيرمونت
- في 13 مارس 2020، شُكِّل فريق مهام خاص بفيروس كوفيد 19، وفي تاريخ 10 مارسجرى تنشيط مركز عمليات الطوارئ بولاية فيرمونت. أصدر الحاكم فيل سكوت الأمر التنفيذي 01-20 الذي أعلن حالة الطوارئ حتى 15 أبريل. يقيد الأمر التنفيذي عدد الزائرين لدور التمريض ومساكن الرعاية الدائمة ودور الرعاية السكنية ومرافق الرعاية المحددة، وأيضًا يعلق سفر الموظفين الحكوميين للأعمال الحكومية غير الضرورية، وحظر معظم التجمعات الجماهيرية متضمنةً المدارس باستثناء المرور العبور ومعظم المكاتب ومحلات البقالة والمحال التجارية. تم أيضًا تنشيط الحرس الوطني. بالإضافة إلى ذلك صوّتت جمعية فيرمونت العامة على إرجاء الجلسة حتى 24 مارسللتحضير للفيروس.[126][127][128][129][130]
- في 15 مارس 2020، أمر الحاكم فيل سكوت بإغلاق جميع المدارس في ولاية فيرمونت وإلغاء جميع الأنشطة المدرسية في موعد أقصاه يوم الأربعاء 18 مارسوالاستمرار حتى 6 أبريلعلى الأقل.[131][132]
- في 16 مارس 2020، أعلن الحاكم سكوت تعديل إعلان الطوارئ الخاص به ليقتصر على التجمعات العامة المؤلفة من 50 شخصًا أو تلك التي تشغل 50% من حيّز مكاني ما.[133]
- أيضًا في 16 مارس، أعلن عمدة برلنغتون ميرو وينبرغر حالة الطوارئ في برلنغتون وأمر جميع الحانات والمطاعم بالإغلاق يوم الثلاثاء بدءًا من الساعة 6:00 صباحًا لمدة 24 ساعة على الأقل. سيجري أيضًا تعليق جميع خدمات المدينة غير الأساسية من الأربعاء 18 مارسحتى 6 أبريلعلى الأقل.[134][135]
- في 17 مارس 2020، أمر الحاكم سكوت بإغلاق جميع برامج فيرمونت لرعاية الأطفال، باستثناء تلك التي تخدم الناس والبرامج «الأساسية» منها للاستجابة للوباء. بدأ الإغلاق يوم الأربعاء، 18 مارس، وسيستمر حتى 6 أبريل. ويحدد قرار الحاكم الأشخاص «الأساسيين» كمقدمي الرعاية الصحية وموظفي العدالة الجنائية وموظفي الصحة العامة ورجال الإطفاء وأفراد الحرس الوطني في فيرمونت والمستجيبين الأوائل وموظفي الدولة والعاملين ومؤمني خدمات رعاية الأطفال الضرورية.[136][137]

## فرجينيا
- في 12 مارس 2020، أعلن الحاكم رالف نورثام حالة الطوارئ في ولاية فرجينيا.[138]
- في 17 مارس 2020، حظر نورثام التجمعات الأكثر من 10 أشخاص في المطاعم ومراكز اللياقة البدنية والمسارح.[139]

## فيرجينيا الغربية
- كانت فيرجينيا الغربية آخر ولاية أمريكية تؤكد حالة فيروس كوفيد 19، مع أول حالة مؤكدة لمريض في بانهاندل الشرقية والذي لم يتطلب دخول المستشفى، وقد اُعلِن عنه في 17 مارس.[140]
- في 14 مارس 2020، أغلق الحاكم جيم جاستس المدارس، وألغى سفر الموظفين الحكوميين وعلّق بطولات كرة السلة في المدرسة الثانوية، وقيّد الوصول إلى دور رعاية المسنين.[141]
- في 16 مارس 2020، أعلن جاستس حالة الطوارئ. وحتى هذا اليوم كانت الدولة قد فحصت 84 حالة مشتبه بها.[142]
- في 17 مارس 2020 أمر جاستس بإغلاق المطاعم والحانات والكازينوهات حتى 31 مارس.[143]

## ويسكنسن
- في 10 مارس 2020، أغلقت منطقة أوسيولا التعليمية المدارس لتعقيم المباني والحافلات بعد اكتشاف إصابة شخص حضر دورة رياضية إقليمية فيها.  [144][145]
- في 12 مارس 2020، أعلن الحاكم توني إيفرز حالة الطوارئ وأمر في اليوم التالي بإغلاق جميع المدارس الحكومية والخاصة لكافة المراحل من الروضة حتى الثانوية في الولاية حتى تاريخ 5 أبريلعلى الأقل. معظم المدارس في نظام جامعة ويسكنسن، بما في ذلك ماديسون وستاوت، ألغت جميع الفصول التي تتطلب الحضور الشخصي حتى أوائل أبريل.[146][147][148][149][150]

## وايومنغ
- بعد يوم واحد من بداية الجائحة في وايومنغ، أي في 12 مارس 2020، مدّدت جامعة وايومنغ ومنطقة كلية شمال وايومنغ المجتمعية عطلة الربيع استجابةً لانتشار الفيروس. أُعلِن أيضًا عن إنشاء مركز قيادة من قبل مكتب وايومنغ للأمن الداخلي ووزارة الصحة في وايومنغ. في حين أصدر مسؤول الصحة في مقاطعة نارتونا أمرًا بإلغاء بطولة مدرسة وايومنغ الثانوية لعام 2020 للدرجة 3A/4A التي كانت قيد التنفيذ. بالإضافة إلى ذلك، أُلغِيت مؤتمرات وايومنغ الحزبية الديمقراطية لعام 2020.[151][152][153][154]
- في 13 مارس 2020 أصدر الحاكم غوردون الأمر التنفيذي 2020-2 لإعلان حالة الطوارئ للحصول على التمويل الصادر عن الكونغرس. يسمح القرار باستخدام حرس وايومنغ الوطني إلى جانب منح سلطات إضافية لمدير مكتب الأمن الداخلي والمساعد العام ومدير قسم الصحة في وايومنغ. بالإضافة إلى ذلك، قام مجلس إدارة جمعية وايومنغ لأنشطة المدارس الثانوية بتأجيل الرياضات الربيعية حتى 28 مارس 2020 على الأقل، باستثناء بطولتي كرة السلة درجة 3A/4A التي ستبقى ملغاة. أُعلن عن تمديد عطلة الربيع في كلية كاسبر وكلية مقاطعة لارامي وأُلغيت الفصول الدراسية في كلية وايومنغ الشرقية لمدة أسبوع.[155][156][157][158]
- في 15 مارس 2020، أصدر الحاكم غوردون ومفوّض ولاية وايومنغ جيليان بالو توصية مشتركة بإغلاق جميع مدارس وايومنغ للحد من انتشار الفيروس. دفع هذا الأمر بالعديد من المناطق التعليمية لإعلان إغلاقها، بما في ذلك المنطقة التعليمية في مقاطعة ناترونا والمنطقة التعليمية في مقاطعة لارامي والمنطقة التعليمية في مقاطعة تيتون. بالإضافة إلى ذلك، أصدر مستشفى شيريدان التذكاري بيانًا صحفيًا بتعليق العمليات الجراحية الاختيارية، وعلّق مركز كاسبر الترفيهي أنشطته وألغت «نوادي وايومنغ الوسطى للفتية والفتيات» أنشطتهم والدوريّات الرياضية حتى 5 أبريلوأغلقت جميع الفعاليات في المساحات المفتوحة حتى إعادة افتتاح المدارس. حظرت مدينة إيفانسفيل المرافق الحكومية على العامّة وأرجأت جميع مواعيد المحكمة وقيّدت اجتماعات مجلس المدينة.[159][160][161][162][163][164][165]

## الأراضي التابعة للولايات المتحدة

### ساموا الأمريكية
- في 3 مارس 2020، بدء التخطيط لتقييد السفر.[166]
- في 4 مارس 2020، أعلنت الاستشارية الصحية أن التقييد سيدخل حيز التنفيذ في 9 مارس. لن تصدر ساموا الأمريكية أي تصاريح سفر حكومية جديدة.[166][167]
- في 10 مارس 2020، أصدرت الاستشارية الصحيّة تعديلًا ينص أن حاملي جوازات السفر الأمريكية والسكان المسافرين من الولايات الأمريكية حيث سُجلت حالات كوفيد 19 لن يضطروا إلى قضاء 14 يومًا في هاواي والحصول على تصريح صحي قبل الوصول بثلاثة أيام. أُلغِيت قيود الطيران، على الرغم من حظر السفن السياحية حاليًا.[168]
- في 11 مارس 2020، أنشأت الحاكمة لولو ماتالاسي موليجا فريق عمل حكومي لتقديم خطة عمل شاملة لساموا الأمريكية.[169]

### غوام
- في 13 مارس 2020، بدأ مطار «أنتونيو بي وان بات الدولي» بفحص درجة حرارة المسافرين.[170]
- في 14 مارس 2020، أعلنت منظمة الصحة العامة حالة الطوارئ. إغلاق المراكز العليا العامة؛ حظر التجمعات التي تضم أكثر من 100 شخص.[171]
- في 16 مارس 2020، أغلقت أجهزة الدولة في غوام 14 يومًا، بما في ذلك جميع المدارس.[172]

### جزر ماريانا الشمالية
- قبل 12 مارس 2020، أُوجِد فريق مهام.[173]

### الجزر العذراء (فيرجن آيلاندز)
- في 3 مارس 2020، بدأت الفحوصات على الجزر مع إرسال العينات الثلاثة الأولى إلى مراكز مكافحة الأمراض والوقاية منها في أتلانتا.[174]
- في 13 مارس 2020، مُنعت سفينة «غرانجور أوف ذا سيز» التابعة لشركة رويال كاريبيان إنترناشيونال من دخول تخوم الجزر للسماح بإنزال مريض مصاب من السفينة.[175]
- 13-30 مارس 2020 «إغلاق مدرسة مونتيسوري السادسة والأكاديمية الدولية»[176]
- «جميع صفوف الخريجين والطلاب الجامعيين تُعقد عبر الإنترنت»[177]

## إعلانات حالة الطوارئ
حتى 13 مارس 2020 2020، أعلنت 41 ولاية على الأقل إلى جانب مقاطعة كولومبيا وساموا الأمريكية وجزر ماريانا الشمالية وبورتوريكو وعدد من المدن حالة الطوارئ.